# Corynabutilon salicifolium
Corynabutilon salicifolium là một loài thực vật có hoa trong họ Cẩm quỳ. Loài này được (Reiche) Krapov. mô tả khoa học đầu tiên năm 1969.